# Pouso Alegre (Maiquinique)
 (mai 2021).
Pouso Alegre est un district de la municipalité brésilienne de Maiquinique, située au sud-ouest de Bahia.
Les origines de Pouso Alegre remontent au 18 avril 1969, lorsque le maire de Maiquinique de l'époque acquit dix hectares de terrain à Alfirio Alves Ferreira. Cette propriété a été installée dans le quartier Pouso Alegre, faisant partie de la commune de Maiquinique.